# Dowbyszi
Dowbyszi (ukr. Довбиші) – wieś na Ukrainie, w rejonie żytomierskim obwodu żytomierskiego.
Do 2020 w rejonie cudnowskim.
Znajduje się tu przystanek kolejowy Dowbyszcze, położony na linii Koziatyn – Berdyczów – Szepetówka.